# St. Elmo (Illinois)
St. Elmo è un comune degli Stati Uniti d'America, situato nello Stato dell'Illinois, nella contea di Fayette.